# Gustav Friedrich Scheinpflug
 Gustav Friedrich Scheinpflug (* 27. September 1894 in Frankfurt am Main; † 16. April 1984 ebenda) war ein deutscher Architekt, Bildhauer, Maler und Designer.

## Leben und Werk
Nach einer Lehre als Möbelschreiner und Modellbauer begann Scheinpflug das Studium der Innenarchitektur. Nach dem Ersten Weltkrieg unterrichtete er die Innenarchitekturklasse der Kunstgewerbeschule in Frankfurt und wurde Assistent von Ferdinand Luthmer. Am 1. Januar 1919 wurde er Assistent des Bildhauers Augusto Varnesi an der Technischen Hochschule Darmstadt. Ab 1924 bekam er einen Lehrauftrag an der Staatsschule für Kunst und Handwerk Mainz und später an der Werkkunstschule Offenbach. Einer seiner Schüler war der spätere Dombaumeister von Xanten, Martin Graßnick. Daneben erledigte er verschiedene Arbeiten als Architekt und Bildhauer, z. B. für die Tierärztliche Hochschule Hannover, das Staatsarchiv Marburg und die Hochschule für Internationale Pädagogische Forschung Frankfurt.
Nach seiner Pensionierung im Jahr 1953 arbeitete er als freischaffender Architekt und Bildhauer, unter anderem beim Wiederaufbau des gotischen Dominikanerklosters und der Heiliggeistkirche in Frankfurt am Main, dem Bau der Versöhnungskirche in Frankfurt-Griesheim und des Kirchenzentrums in Neu-Isenburg-Gravenbruch, Gestaltung der Vorstadtwappen im Innenhof des Römer, Sgraffito in der Evangelischen Marienkirche in Frankfurt-Seckbach, Wappen der Frankfurter Bank, „Seifensieder“ am Mouson-Haus. Er beteiligte sich an der Gestaltung von Grabmälern für die Familie der Großherzöge von Hessen und bei Rhein.
Außerdem war er Designer von Toastern und Kaffeemaschinen für Rowenta sowie Schreibmaschinen der Frankfurter Adlerwerke. Scheinpflug war Mitbegründer des Verbandes Deutscher Architekten- und Ingenieurvereine (VDAI) und Mitglied des Bundes Deutscher Architekten.